# Władysław August Poniński
Władysław August Poniński herbu Łodzia (ur. 17 lutego 1823 w Zręcinie, zm. 10 lub 11 sierpnia 1901 w Sapożynie) – generał lejtnant wojsk włoskich, hrabia. 

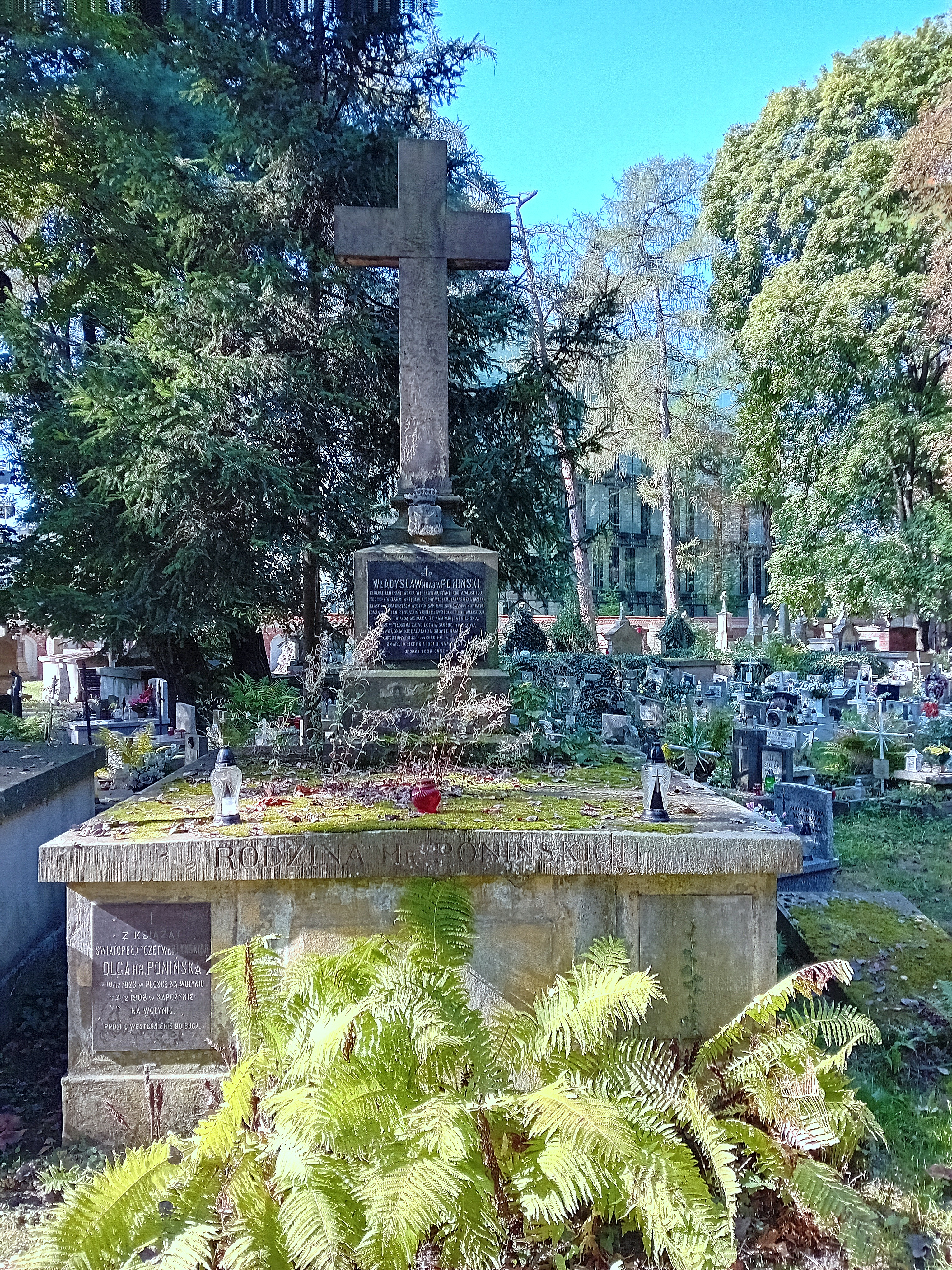
Grobowiec Władysława Augusta Ponińskiego

## Życiorys
Urodził się 17 lutego 1823 w Zręcinie. Był synem Augusta (1791-1832) i Marii z domu Ponińskiej. Został adiutantem króla włoskiego Wiktora Emanuela. W czasie rewolucji węgierskiej 1848 dowodził 1 Pułkiem Ułanów Legionu Polskiego na Węgrzech między innymi w bitwie pod Temeszwarem. Wówczas walcząc w stopniu rotmistrza wsławił się m.in. atakiem szwadronu (120 koni) pod Solnokiem na dwie dywizje austriackie. Za swoją służbę został odznaczony węgierskim powstańczym Orderem Zasługi Wojskowej II i III klasy. Później przebywał na wygnaniu w Turcji. W 1859 przybył z ks. Hieronimem Napoleonem do Toskanii, gdzie powierzono mu zorganizowanie dwóch pułków konnicy. Przez kilka lat przebywał w Mediolanie w stopniu pułkownika. W latach 1860–1881 służył w armii Królestwa Sardynii. W 1862 mianowany generałem lejtnantem (odpowiednik generała dywizji). Od 1863 zamieszkiwał w Ferazzo. Podczas kampanii włosko-austriackiej dowodził obroną granicy na rzece. W 1878 był komendantem rewii w Vigonza. W 1881 opuścił szeregi armii włoskiej i powrócił w strony rodzime. Osiadł wówczas w guberni wołyńskiej i zajął się gospodarowaniem na roli.
Po 1863 w Paryżu poślubił Olgę Świętopełk-Czetwertyńską (1838-1908), córkę Eustachego i Julii z Jaroszyńskich i wdowę po swoim stryju ks. Auguście Czetwertyńskim. Mieli synów Stefana (ur. 1865) i Mieczysława (ur. 1869). Był autorem pamiętników.
Zmarł 10 lub 11 sierpnia 1901 w Sapożynie na Wołyniu. Został pochowany na cmentarzu Rakowickim w Krakowie (kwatera Ł, rząd płn.).

## Odznaczenia
- Wielka Wstęga Orderu śś. Maurycego i Łazarza – Włochy[1][3]
- Wielka Wstęga Orderu Korony – Włochy[1]
- Krzyż Komandorski Orderu śś. Maurycego i Łazarza – Włochy
- Krzyż Komandorski Orderu Korony – Włochy
- Złoty Krzyż za 40-letnią Służbę Wojskową – Włochy[1]
- Wielka Wstęga Orderu Franciszka Józefa – Austro-Węgry (1878)[1][3]
- Krzyż Komandorski z Gwiazdą Orderu Karola III – Hiszpania[1]
- Order Zasługi Wojskowej II i III klasy – Węgry[1][8]
- Order Medżydów IV klasy – Imperium Osmańskie[1]
- Wiele medali za kampanie wojenne[1]